# Canottaggio ai Giochi della IV Olimpiade - Otto maschile
La competizione del Otto maschile dei Giochi della IV Olimpiade si è svolta al Henley Royal Regatta Course a Henley-on-Thames dal 29 al 31 luglio 1908.
A ogni regata prendevano parte due equipaggi. Ai perdenti delle semifinali è stata assegnata la medaglia di bronzo ex aequo.

## Risultati

### Turno preliminare
Si disputò un turno preliminare il giorno 29 luglio.
| Pos. | Equipaggio | Nazione  | Tempo          |
| ---- | --- | -------- | -------------- |
| 1    | Toronto Argonauts Irvine Robertson Joe Wright, Sr. Julius Thomson Walter Lewis Gordon Balfour Becher Gale Charles Riddy Geoffrey Taylor Douglas Kertland | Canada   | 8'06"0         |
| 2    | Norwegian Rowing Association Otto Krogh Erik Bye Ambrosius Høyer Gustav Hæhre Emil Irgens Hannibal Fegth Wilhelm Hansen Annan Knudsen Ejnar Tønsager     | Norvegia | a 2¾ lunghezze |

| Pos. | Equipaggio | Nazione     | Tempo         |
| ---- | --- | ----------- | ------------- |
| 1    | Leander Club Albert Gladstone Frederick Septimus Kelly Banner Johnstone Guy Nickalls Charles Burnell Ronald Sanderson Raymond Etherington-Smith Henry Bucknall Gilchrist Maclagan | Regno Unito | 8'10"0        |
| 2    | Pannonia RC/National RC Sándor Kleckner Lajos Haraszthy Antal Szebeny Róbert Éder Sándor Hautzinger Jenő Várady Imre Wampetich Ferenc Kirchknopf Kálmán Vaskó                     | Ungheria    | a 2 lunghezze |

### Semifinali
Si disputarono il giorno 30 luglio.
| Pos.   | Equipaggio | Nazione     | Tempo         |
| ------ | --- | ----------- | ------------- |
| 1      | Leander Club Albert Gladstone Frederick Septimus Kelly Banner Johnstone Guy Nickalls Charles Burnell Ronald Sanderson Raymond Etherington-Smith Henry Bucknall Gilchrist Maclagan | Regno Unito | 8'12"0        |
| Bronzo | Toronto Argonauts Irvine Robertson Joe Wright, Sr. Julius Thomson Walter Lewis Gordon Balfour Becher Gale Charles Riddy Geoffrey Taylor Douglas Kertland                          | Canada      | a 1 lunghezza |

| Pos.   | Equipaggio | Nazione     | Tempo          |
| ------ | --- | ----------- | -------------- |
| 1      | Royal Club Nautique de Gand Oscar Taelman Marcel Morimont Rémy Orban Georges Mys François Vergucht Polydore Veirman Oscar Dessomville Rodolphe Poma Alfred Van Landeghem | Belgio      | 8'22"0         |
| Bronzo | Cambridge University Boat Club Frank Jerwood Eric Powell Oswald Carver Edward Williams Henry Goldsmith Harold Kitching John Burn Douglas Stuart Richard Boyle            | Regno Unito | a 1½ lunghezza |

### Finale
Si disputò il giorno 31 luglio.
| Pos.    | Equipaggio | Nazione     | Tempo  |
| ------- | --- | ----------- | ------ |
| Oro     | Leander Club Albert Gladstone Frederick Septimus Kelly Banner Johnstone Guy Nickalls Charles Burnell Ronald Sanderson Raymond Etherington-Smith Henry Bucknall Gilchrist Maclagan | Regno Unito | 7'52"0 |
| Argento | Royal Club Nautique de Gand Oscar Taelman Marcel Morimont Rémy Orban Georges Mys François Vergucht Polydore Veirman Oscar Dessomville Rodolphe Poma Alfred Van Landeghem          | Belgio      | ND     |